# Ɖ
Ɖ ɖ, også kendt som afrikansk d, bruges i en del afrikanske sprog for at repræsentere en stemt retrofleks klusil, som minuskelen repræsenterer i det internationale fonetiske alfabet. 
I Unicode kodes ɖ som U+0189 (Ɖ) og U+0256 (ɖ). 
se også Ð (islandsk, færøsk og angelsaksisk)
| Sprog | Spire Denne artikel om sprog er en spire som bør udbygges. Du er velkommen til at hjælpe Wikipedia ved at udvide den. |